# Thelma & Louise
Thelma & Louise ist ein US-amerikanisches Roadmovie mit Thrillerelementen aus dem Jahr 1991. Regie führte Ridley Scott, das Drehbuch schrieb Callie Khouri. Die Hauptrollen der beiden Freundinnen Louise und Thelma, deren zunächst harmloser Ausflug in eine dramatische Flucht mündet, spielen Susan Sarandon und Geena Davis.

## Handlung
Thelma Dickinson, eine etwas chaotische Hausfrau, hat ihr Dasein und ihren despotischen Ehemann gründlich satt. Ihre unternehmungslustige Freundin Louise Sawyer kommt sowohl beruflich als Kellnerin als auch in ihrem Privatleben auf keinen grünen Zweig.
Die beiden verabreden sich, ihren tristen Alltag in Arkansas für ein Wochenende zu verlassen, und ziehen mit Louises Ford-Thunderbird-Cabrio los. Ziel ist eine Hütte in den Bergen, die Louises Musiker-Freund Jimmy gehört. Als es dämmert, legen sie eine Pause ein und betreten ein Restaurant, in dem eine Band spielt und ausgelassen gefeiert wird. Thelma gerät dort an den Grobian Harlan, der zunächst mit ihr tanzt, sie aber später vor dem Restaurant vergewaltigen will. Louise kann ihre Freundin davor bewahren, indem sie Harlan mit einem von Thelma mitgeführten Revolver bedroht. Als Harlan unmittelbar danach Louise mit vulgären Bemerkungen provoziert, erschießt sie ihn im Affekt. Weil die angetrunkene Thelma zuvor mit dem Mann tanzte und schäkerte, fürchtet Louise, dass ihnen die Polizei den tatsächlichen Tatverlauf nicht abnehmen werde, weshalb sich die Frauen entschließen, nach Mexiko zu fliehen.
Unterwegs werden sie von dem jungen angeblichen Studenten J. D. gebeten, ihn bis Oklahoma City mitzunehmen, wo die beiden Frauen in einem Motel absteigen. J. D. lassen sie vor dem Motel zurück. Als Louise eine Geldanweisung von 6.700 $ abholen will, die ihr Freund Jimmy Lennox für sie arrangiert hat, steht plötzlich Jimmy selbst vor ihr. Er versteht nicht, was mit Louise los ist, doch kann sie seine Fragen nicht beantworten, ohne ihn zum Mitwisser zu machen. Er überreicht Louise einen Ring. Offensichtlich liebt Jimmy sie, sie muss ihn jedoch auf später vertrösten.
Während Thelma auf das Geld aufpasst, klopft J. D. unerwartet an ihre Tür. Sie mag den gutaussehenden jungen Mann, lässt ihn herein, sie haben leidenschaftlichen Sex. J. D. erzählt ihr, dass er unter Bewährung stehe, da er wegen verschiedener Überfälle verurteilt worden war. Am anderen Morgen lässt Thelma J. D. allein im Zimmer, der ihre Sachen durchwühlt und mit dem Geld verschwindet. Um wieder an das nötige Reisegeld zu kommen, raubt Thelma am nächsten Tag einen Laden aus – nach dem Vorbild J. D.s, der ihr erzählt hat, wie seine Überfälle abgelaufen sind. Ein Überwachungsvideo bringt die Polizei schnell auf die richtige Spur.
J. D. wird von der Polizei gefasst und verhört. Ermittler Hal zeigt Verständnis für die Lage der Frauen und fragt J. D., ob Thelma und Louise den Raubüberfall auch dann begangen hätten, wenn er ihnen nicht ihr Geld gestohlen hätte. Er mache ihn persönlich dafür verantwortlich, wenn den Frauen nun etwas zustoße.
Da Louise sich aus zunächst unbekannten Gründen weigert, durch Texas zu fahren, schlagen die beiden den Weg nach Westen ein. Mehrfach überholen sie einen Trucker, der bei jedem Aufeinandertreffen anzügliche Bemerkungen macht. Thelma erkennt, dass Louise in Texas vergewaltigt wurde und den Staat deshalb meidet. Auf ihrer Weiterfahrt werden sie von einem Polizisten wegen Geschwindigkeitsüberschreitung angehalten. Da er weiß, dass sie in Schwierigkeiten sind, bedroht ihn Thelma mit der Waffe, sie sperren ihn in den Kofferraum seines Streifenwagens und fahren davon.
Wieder ruft Louise Hal an, der ihr zuredet, sich zu stellen. Er glaube ihr, dass es ein Unfall gewesen sei und alles Weitere darauf beruhe, er signalisiert Hilfsbereitschaft. Louise legt auf. Wieder begegnen sie dem Lastwagenfahrer, der sie erneut anbaggert. Die Frauen halten, was er als Einladung auffasst, und stellen ihn zur Rede. Da er sich für sein unmögliches Verhalten nicht entschuldigt, jagen die beiden mit gezielten Schüssen seinen Tanklaster in die Luft und fahren davon.
Eine Großfahndung der Polizei wird eingeleitet. Durch Louises aggressive Fahrweise kommt es zu mehreren Karambolagen. An einer Unterführung bleibt ein Polizeiwagen stecken, die Verfolgung reißt ab. Kurz darauf stehen Thelma und Louise vor dem Abgrund des Grand Canyon, direkt vor ihnen erscheint ein Polizeihubschrauber, sie sitzen fest. Hal als der einzige, der weiß, dass die Frauen nur aus Verzweiflung so handeln, will eine Schießerei verhindern und geht auf sie zu. Doch Thelma ist entschlossen, sich nicht festnehmen zu lassen, und fordert Louise auf, weiterzufahren, in den Abgrund. Hand in Hand stürzen die beiden Frauen in den sicheren Tod.

## Auszeichnungen
| Kategorie               | Nominierte Personen | Preisträger                                         |
| ----------------------- | ------------------- | --------------------------------------------------- |
| Beste Kamera            | Adrian Biddle       | Robert Richardson für JFK – Tatort Dallas           |
| Beste Regie             | Ridley Scott        | Jonathan Demme für Das Schweigen der Lämmer         |
| Beste Hauptdarstellerin | Geena Davis         | Jodie Foster für Das Schweigen der Lämmer           |
| Beste Hauptdarstellerin | Susan Sarandon      | Jodie Foster für Das Schweigen der Lämmer           |
| Bester Schnitt          | Thom Noble          | Joe Hutshing, Pietro Scalia für JFK – Tatort Dallas |
| Bestes Originaldrehbuch | Callie Khouri       | Gewonnen                                            |

Callie Khouri gewann 1992 für das beste Originaldrehbuch den Oscar. Geena Davis und Susan Sarandon (in der Kategorie Beste Hauptdarstellerin), Adrian Biddle (Beste Kamera), Ridley Scott (Beste Regie) und Thom Noble (Bester Schnitt) wurden für den Oscar nominiert.
Callie Khouri gewann den Golden Globe Award; Geena Davis und Susan Sarandon (in der Kategorie Beste Hauptdarstellerin – Drama) sowie der Film (Bester Film – Drama) wurden für diesen Preis nominiert.
Der Film wurde achtmal für den BAFTA Award nominiert, darunter Geena Davis und Susan Sarandon (in der Kategorie Beste Schauspielerin), Ridley Scott (Beste Regie) und Hans Zimmer (Beste Musik).
Geena Davis gewann außerdem die Preise David di Donatello, Boston Society of Film Critics Award und den National Board of Review Award; sie wurde für den MTV Movie Award nominiert. Susan Sarandon gewann den David di Donatello, den National Board of Review Award und den London Critics Circle Film Award; sie wurde für den MTV Movie Award nominiert. Ridley Scott gewann den London Critics Circle Film Award, den dänischen Preis Bodil und den Espiga de Oro (Hauptpreis) des Valladolid International Film Festival; er wurde für den Directors Guild of America Award und den französischen César als bester ausländischer Film nominiert. Harvey Keitel gewann den National Society of Film Critics Award.

## Kritiken
Thelma & Louise gilt als Klassiker, was sich auch in den Auswertungen US-amerikanischer Aggregatoren widerspiegelt. So erfasst Rotten Tomatoes größtenteils wohlwollende Besprechungen und ordnet den Film dementsprechend als „Zertifiziert Frisch“ ein. Metacritic ermittelt aus den vorliegenden Bewertungen „Einhelliges Kritikerlob“. Und They Shoot Pictures, Don’t They? zählt den Film zu den angesehensten Werken der Filmgeschichte.

„Eine mit viel Enthusiasmus für ihre Figuren durchsetzte schwarze Komödie, die das vertraute Klischee des ansonsten eher ‚männlich‘ akzentuierten Road-Movies mit neuem Sinngehalt erfüllt. Das präzise Drehbuch wurde in einen gleichermaßen unterhaltenden wie systemkritischen Film umgesetzt.“

## Soundtrack
Folgende Songs wurden in diesem Film verwendet:
- Little Honey (John Doe, David Alvin) – gesungen von Kelly Willis
- Wild Night (Van Morrison) – gesungen von Martha Reeves
- House of Hope (Toni Childs) – gesungen von Toni Childs
- I Don’t Want To Love You (But I Do) (Paul Kennedy) – gesungen von Kelly Willis
- Mercury Blues (Robert Geddins, K. C. Douglas) – gesungen von Charlie Sexton
- Tennessee Plates (John Hiatt, Mike Porter) – gesungen von Charlie Sexton
- I Don’t Wanna Play House (Glenn Sutton, Billy Sherill) – gesungen von Tammy Wynette
- Badlands (Charlie Sexton) – gesungen von Charlie Sexton
- Part Of You, Part Of Me (Glenn Frey, Jack Tempchin) – gesungen von Glenn Frey
- The Way You Do The Things You Do (William Robinson, Robert Rogers) – gesungen von The Temptations
- Kick The Stones (Chris Whitley) – gesungen von Chris Whitley
- I Can’t Untie You From Me (Holly Knight, Grayson Hugh) – gesungen von Grayson Hugh
- No Lookin’ Back (Kenny Loggins, Michael McDonald, Ed Sanford) – gesungen von Michael McDonald
- Drawn To The Fire (Pam Tillis, Stan Webb) – gesungen von Pam Tillis
- The Ballad Of Lucy Jordan (Shel Silverstein) – gesungen von Marianne Faithfull
- Don’t Look Back (Holly Knight, Grayson Hugh) – gesungen von Grayson Hugh
- I Can See Clearly Now (Johnny Nash) – gesungen von Johnny Nash
- Better Not Look Down (Joe Sample, Will Jennings) – gesungen von B. B. King

## Nachwirkung
Anspielungen auf Thelma & Louise finden sich mittlerweile in vielen Filmen, Serienfolgen und in drei Videospielen.
- Fernsehserien
  - Simpsons: Folge 5x6 Die rebellischen Weiber
  - Seinfeld: Folge 9x11 Beim Autohändler
  - Spongebob Schwammkopf: Folge 4x77a Eine Träne im Schlagloch
  - Frasier: Folge 11x14 Von Alptraum zu Alptraum
  - Gilmore Girls: Folge 6x11
  - Scrubs – Die Anfänger: Folge 3x10 Meine Regeln
  - Supernatural: Folge 5x3 Sei du selbst
  - Brothers & Sisters: Folge 4x19
  - Rupaul's Drag Race Allstars 2: Folge 2x4 Drag Movie Shequels
  - Family Guy: Folge 10x12 Lasst uns beten
  - Modern Family: Folge 8x21 Zeit allein
  - Wynonna Earp: Folge 4x1 On the Road again
  - Wednesday: Folge 1x4 (Sheriff Galpin nennt Wednesday „Thelma“)
- Filme
  - Die nackte Kanone 33⅓
  - Das merkwürdige Verhalten geschlechtsreifer Großstädter zur Paarungszeit
  - Léon – Der Profi
  - Wayne’s World 2
  - Wenn die Nacht beginnt
  - 25 km/h
  - Das krumme Haus
- Videospiele
  - Life Is Strange – (Episode 2, Teil 3)
  - The Legend of Zelda: Twilight Princess
  - Grand Theft Auto 5

Die dänische Rockabilly-Punkband HorrorPops veröffentlichte 2008 den Titel „Thelma & Louise“, der das Thema aufgreift.
Außerdem ist ein im Jahr 2011 produzierter Titel von Tom Novy & Veralovesmusic feat. PVHV nach dem Film benannt. Das dazugehörige Musikvideo ist ebenfalls stark an den Film angelehnt.